# Il corvo (poesia)
Il corvo (The Raven) è una poesia scritta da Edgar Allan Poe nel 1845, la principale pubblicata nella raccolta Il corvo e altre poesie del 1845.
Fu pubblicata per la prima volta il 29 gennaio 1845, sul giornale New York Evening Mirror. 
Famosa per la sua musicalità e l'atmosfera sovrannaturale, narra la cupa vicenda di un amante ancora in pena per la sua amata morta, che, mentre medita su un grande volume, a mezzanotte "con grande strepitio d'ali" riceve la visita di un corvo che non farà altro che ripetere monotonamente "Nevermore" (Mai più), tracciando, verso le ultime strofe, l'apice del dolore nell'amante.

## Storia editoriale
Dopo la sua pubblicazione sull'Evening Mirror, Il corvo apparve in molti periodici, inclusi The American Review (febbraio 1845, New York Tribune (4 febbraio 1845), Broadway Journal (vol. 1, 8 febbraio 1845), Southern Literary Messenger (vol. 11, marzo 1845), London Critic (14 giugno 1845), Literary Emporium (vol. 2, dicembre 1845), Saturday Courier 16 (25 luglio 1846), e il Richmond Examiner (25 settembre 1849).
Il corvo fu anche pubblicato indipendentemente nel 1845 ed è apparso in numerose antologie, a partire da Poeti e poesie americani nel 1847.

## Stile e metrica
Il linguaggio, le allitterazioni, le rime interne e il lessico arcaico creano un'atmosfera gotica e hanno portato all'elaborazione di numerose parodie. È ricordato soprattutto per il suo vario ma ripetuto verso-chiave Quoth the Raven, "Nevermore". Disse il Corvo, "Mai più".
Il metro base della poesia è l'ottametro trocaico, che è formato da versi di otto trochei (coppie di sillabe di cui la prima lunga e la seconda breve). Tutte le diciotto strofe hanno la stessa forma. Questo metro costante crea una sensazione di stabilità, mentre il testo contrasta con lo schema con una costante crescita della tensione e dell'ansia. Il brano è citato da molti per riferire la paranoia dell'autore.

## Interpretazione

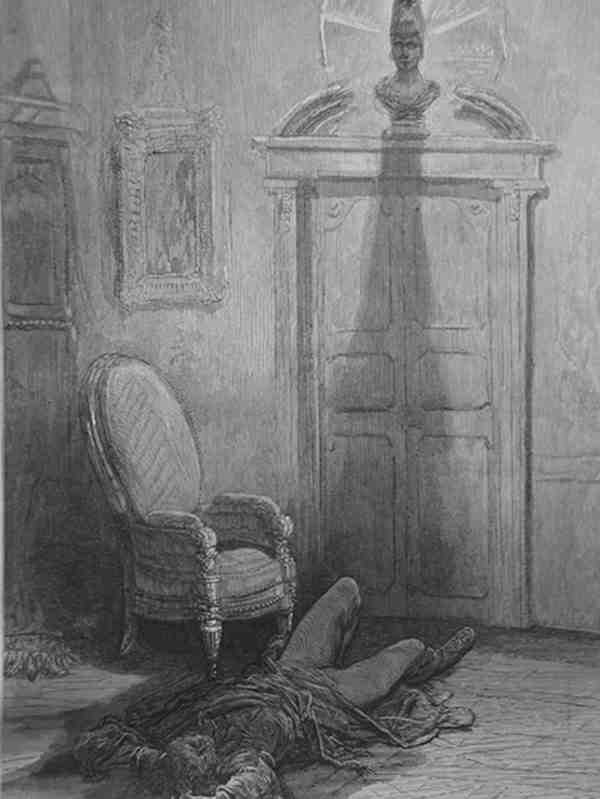
Illustrazione de Il Corvo a opera di Gustave Doré

La poesia, come altri lavori di Poe, ad esempio Il gatto nero e Il cuore rivelatore, è uno studio di colpa o perversione (citando lo stesso Poe: "L'umana sete di auto-tortura"). Benché in queste storie si racconti sempre di narratori che hanno ucciso qualcuno, in Il Corvo si dice solo che il narratore ha perso il suo amore, Lenore (nome importato da una poesia precedente, Lenore (1831), che è una massiccia rielaborazione di "A Paean"; entrambe trattano della morte di una giovane donna).
La reazione del protagonista a questa perdita è colorata di misticismo, e si sa che egli è terrorizzato dall'attesa di una visita (forse Lenore stessa, "la parola sussurrata 'Lenore'"), prima ancora che lui veda il misterioso corvo.
"Colpa" potrebbe non essere preso qui in tutti e due i suoi significati, legale e morale. I personaggi di Poe solitamente non si sentono in colpa perché hanno fatto una cosa "cattiva", poiché il racconto non è didattico (nel suo saggio Il principio poetico Poe definisce la didattica come la peggiore delle eresie); non c'è una morale nel racconto. La colpa, per Poe, è "perversa", e la perversione è il desiderio di auto-distruzione. È totalmente indifferente alla distinzione della società tra giusto e sbagliato. Il "senso di colpa" è l'inspiegabile ed inesorabile desiderio di ognuno di distruggere "eo ipso".

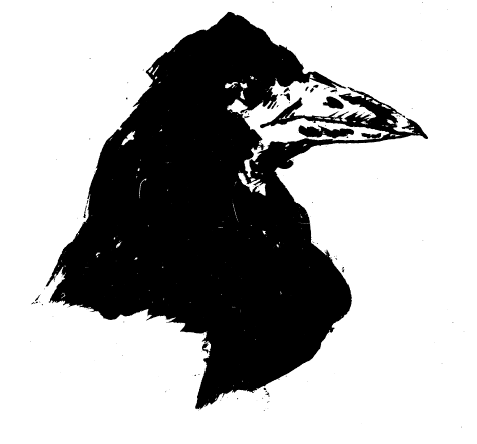
Illustrazione di Édouard Manet per l'edizione francese. La traduzione fu di Stéphane Mallarmé e fu pubblicata nel 1875.

Il Corvo è anche un eccellente esempio di arabesco reso come grottesco. In aggiunta al terrore fisico del narratore in tutta la poesia, ci sono anche molte sequenze disturbanti a livello psicologico ed immagini descritte come tali.
Il narratore impara velocemente cosa l'uccello risponderà ai suoi quesiti, e sa che la risposta sarà negativa ("Mai più"). Nonostante ciò lui continua a porre delle domande che potrebbero ottimisticamente avere delle risposte positive, "C'è del balsamo in Galaad?" "Incontrerò Lenore nell'Ade?". Ma la risposta predestinata del Corvo a ogni domanda è "Mai più", che accresce l'angoscia del narratore.
La tematica dell'angoscia continua e quella dell'ossessione dell'auto-distruzione dopo la morte di una bellissima donna sono, di per sé stesse, gli argomenti più poetici secondo Poe (vedi il suo saggio La filosofia della composizione). La tortura che l'animale ha inflitto al narratore era già nell'animo del narratore, il corvo estrae solo quello che c'era già. Il Corvo stesso è un "processo meccanico": determinista, preordinato, una sola parola (in inglese "Mai più" è "Nevermore") è il "solo rifornimento e deposito" del corvo. Il narratore si getta in questo processo in una forma di masochismo, e lascia che esso lo consumi e lo distrugga ("la mia anima fuori di quell'ombra che giace ondeggiando sul pavimento non si solleverà - mai più!").
Perché o come Lenore fu persa non ci è dato saperlo, ma il narratore è diviso tra il desiderio di dimenticare e il desiderio di ricordare. La morte senza una causa è uno standard per Poe:
(vedi Ligeia, "Eleonora", "Morella", Berenice, La caduta della casa degli Usher, Il ritratto ovale, Annabel Lee, "Lenore", "A Pean", "Le campane" e altre). La bellezza femminile muore senza un motivo e senza spiegazione, oppure è la donna che muore poiché è bella. Alla fine il narratore si aggrappa al ricordo di tutto ciò che ha lasciato. Ciò che il corvo gli ha tolto così crudelmente è la sua solitudine, ma questa crudeltà viene dall'uomo stesso perché non sa desistere dall'interrogare il corvo. Egli è affascinato dalla risposta ripetitiva e desolata dell'animale. Il narratore lo interroga continuamente, nella speranza che esso risponda "sì", o forse, contro ogni desiderio positivo, nella speranza di sentire un altro "no".
L'uccello sembra un'allucinazione, esso è di fatto reale, ma questo non significa che il narratore non abbia alcuna allucinazione. Non si può infatti dire che i corvi parlino, e anche se il corvo imperiale può effettivamente imitare la voce umana, il "nevermore" appare una figura onomatopeica, il verso gracchiante che il protagonista interpreta come una parola (pareidolia acustica). Il corvo di Poe sembra essere ispirato dal corvo Grip in Barnaby Rudge di Charles Dickens. L'animale di Dickens pronuncia molte parole e versi buffi, incluso il rumore di una bottiglia di champagne, ma Poe pensa che Dickens non abbia reso abbastanza le qualità drammatiche del corvo.

## Influsso culturale

### Sul decadentismo europeo
L'onomatopeica "nevermore" è stata ripresa come titolo di una poesia di Paul Verlaine e ha ispirato L'assiuolo di Giovanni Pascoli, il primo poeta italiano importante a riprendere temi dell'opera di Poe in lingua originale, con l'eccezione della Scapigliatura. La prima traduzione italiana è di Ernesto Ragazzoni (1891), seguito poco dopo da Ulisse Ortensi (1892).

### Musica
Nell'album Queen II dei Queen è presente la traccia "Nevermore" ispirata da questo poema
Nell'album Tales of Mistery and Imagination degli Alan Parsons Project, pubblicato nel 1976 ed interamente ispirato ad alcune opere di Edgar Allan Poe, la traccia n.2 The Raven è ispirata a questo poema.
L'album di Lou Reed The Raven del 2003 prende il nome da questo poema ed è ispirato all'opera poetica di Edgar Allan Poe.
Nel Cinema, il personaggio de Il corvo del film Uccellacci e uccellini di Pier Paolo Pasolini è chiaramente ispirato a quest'opera.
Nel 2025, il compositore Josué Plúa ha realizzato una nuova versione in forma di lied per pianoforte e voce, con il testo completamente fedele al poema originale. Questa versione è stata pubblicata su YouTube ed è una delle poche trasposizioni musicali che mantengono integralmente il contenuto letterario del componimento.

## Edizioni

### In italiano
- Poesie, traduzione di Ulisse Ortensi, Lanciano, Carabba, 1892
- Il corvo, traduzione di Ernesto Ragazzoni, in Edgar Allan Pöe di Federico Garrone e Ernesto Ragazzoni, Torino, Roux Frassati & Co., 1896
- Versioni da Edgar Poe, in Poesie di Ernesto Ragazzoni, Torino, Chiantore, 1927
- Il Corvo, traduzione di Mario Praz, Milano, Rizzoli, 1974
- Il Corvo e altre poesie, traduzione di Silvana Colonna e Maurizio Cucchi, Milano, Mondadori, 1986
- Il Corvo e altre poesie, traduzione di Raul Montanari, Milano, Feltrinelli, 2009